# IndieWire Critic's Poll
IndieWire Critic's Poll je každoroční žebříček, uveřejněný internetovou stránkou IndieWire, který hodnotí americké a mezinárodní filmy a vybírá nejlepších deset v patnácti kategoriích. Vítězové jsou voleni podle kritiků IndieWire. Žebříček se začal zveřejňovat v roce 2006.

## Kategorie
- Nejlepší film
- Nejlepší režie
- Nejlepší mužský herecký výkon v hlavní roli
- Nejlepší ženský herecký výkon v hlavní roli
- Nejlepší mužský herecký výkon ve vedlejší roli
- Nejlepší ženský herecký výkon ve vedlejší roli
- Nejlepší dokument
- Nejlepší nedistribuovaný film
- Nejlepší první film
- Nejlepší scénář
- Nejlepší původní zvuk/soundtrack
- Nejlepší kamera
- Nejlepší střih
- Nejlepší přehlížený film
- Nejzajímavější film do dalšího roku

## Jednotlivé ročníky

### 2016

#### Nejlepší film
1. Moonlight
2. Místo u moře
3. La La Land
4. Toni Erdmann
5. O.J.: Made in America
6. Paterson
7. Komorná
8. Příchozí
9. Za každou cenu
10. Jackie

#### Nejlepší nedistribuovaný film
1. Sieranevada
2. Nocturama
3. Jak se mi potopila střední škola
4. Hermia a Helena
5. Ty a tvoje
6. Una
7. Vábení sirén
8. Austerlitz
9. Nenarozená pomsta
10. Temná je noc

#### Nejlepší režisér
1. Barry Jenkins - Moonlight
2. Damien Chazelle - La La Land
3. Maren Ade - Toni Erdmann
4. Kenneth Lonegan - Místo u moře
5. Chan-wook Park - Komorná
6. Pablo Larraín - Jackie
7. Kelly Reichardt - Jisté ženy (7.-8.)
8. Denis Villeneuve - Příchozí (7.-8.)
9. Paul Verhoeven - Elle
10. Martin Scorsese - Mlčení

#### Nejlepší ženský herecký výkon v hlavní roli
1. Isabelle Huppert - Elle
2. Natalie Portman - Jackie
3. Sandra Hüller - Toni Erdmann
4. Sônia Braga - Aquarius
5. Emma Stoneová - La La Land
6. Amy Adams - Příchozí
7. Rebecca Hall - Christine
8. Ruth Negga - Loving
9. Annette Bening - Ženy 20. století
10. Isabelle Huppert - Začít znovu

#### Nejlepší mužský herecký výkon v hlavní roli
1. Casey Affleck - Místo u moře
2. Adam Driver - Paterson
3. Colin Farrell - Humr
4. Peter Simonischek - Toni Erdmann
5. Denzel Washington - Ploty
6. Joel Edgerton - Loving
7. Ryan Gosling - La La Land
8. Viggo Mortensen - Tohle je náš svět
9. Vincent Lindon - Zákon trhu
10. Ethan Hawke - Born to Be Blue

#### Nejlepší ženský herecký výkon ve vedlejší roli
1. Lily Gladstone - Jisté ženy
2. Michelle Williamsová - Místo u moře
3. Naomie Harris - Moonlight
4. Viola Davis - Ploty
5. Tilda Swinton - Oslnění sluncem
6. Greta Gerwig - Ženy 20. století
7. Kate McKinnonová - Krotitelé duchů
8. Kristen Stewart - Jisté ženy
9. Janelle Monáe - Skrytá čísla
10. Hayley Squires - Já, Daniel Blake

#### Nejlepší mužský herecký výkon ve vedlejší roli
1. Mahershala Ali - Moonlight
2. Alden Ehrenreich - Ave, Caesar!
3. Lucas Hedges - Místo u moře
4. Jeff Bridges - Za každou cenu
5. Trevante Rhodes - Moonlight
6. Ralph Fiennes - Oslnění sluncem
7. Tom Bennett - Láska a přátelství
8. André Holland - Moonlight
9. Michael Shannon - Noční zvířata
10. John Goodman - Ulice Cloverfield 10

#### Nejlepší dokument
1. O.J.: Made in America
2. Za kamerou
3. Nejsem žádnej tvůj negr
4. 13th
5. Weiner
6. Požár na moři
7. Věž
8. Kate Plays Christine
9. De Palma
10. No Home Movie

#### Nejlepší první filmy
1. Čarodějnice - Robert Eggers
2. Krisha - Trey Edward Shults
3. Hořkých sedmnáct - Kelly Fremon Craig
4. Švýcarák - Dan Kwan, Daniel Scheinert
5. Indignation - James Scheinert (5.-6.)
6. Kali Blues - Gani Bi (5.-6.)
7. Weiner - Josh Kriegman, Elyse Steinberg
8. Zahaleni stínem - Babak Anvari (8.-9.)
9. Oči mé matky - Nicolas Pesce (8.-9.)
10. Za kamerou - Kirsten Johnson

#### Nejlepší scénář
1. Místo u moře - Kenneth Lonergan
2. Moonlight - Barry Jenkins
3. Láska a přátelství - Whit Stillman
4. Za každou cenu - Taylor Sheridan
5. Humr - Yorgos Lanthimos a Efthymis Filippou
6. Příchozí - Eric Heisserer
7. Toni Erdmann - Maren Ade
8. Jackie - Noah Oppenheim
9. Paterson - Jim Jarmusch
10. La La Land - Damien Chazelle

#### Nejlepší kamera
1. Moonlight - James Laxton
2. La La Land - Linus Sandgren
3. Příchozí - Bradford Young
4. Komorná - Chung-hoon Chung
5. Jackie - Stéphane Fontaine
6. American Honey - Robbie Ryan
7. Neon Demon - Natasha Braier
8. Knight of Cups - Emmanuel Lubezki
9. Za kamerou - Kirsten Johnson
10. Noční zvířata - Seamus McGarvey

#### Nejlepší střih
1. Moonlight - Nat Sanders, Joi McMillon
2. O.J.: Made in America - Bret Granato, Maya Mumma, Ben Sozanski
3. La La Land - Tom Cross
4. Za kamerou - Nels Bangerter
5. Jackie - Sebastián Sepúlveda
6. Místo u moře - Jennifer Lame
7. Příchozí - Joe Walker
8. Komorná - Jae-Burn Kim, Sang-beom Kim
9. Nejsem žádnej tvůj negr - Alexandra Strauss
10. Noční zvířata - Joan Sobel

#### Nejlepší původní zvuk nebo soundtrack
1. Jackie - Mica Levi
2. La La Land - Justin Hurwitz
3. Moonlight - Nicholas Britell
4. Příchozí - Jóhann Jóhannsson
5. Neon Demon - Cliff Martinez
6. Sing Street
7. Mládí vůdce - Scott Walker
8. American Honey (8.-9.)
9. Komorná - Yeong-wook Jo (8.-9.)
10. Křeč - Danny Bensi, Saunder Jurriaans

#### Nejvíce přehlížený film
1. Křeč
2. Always Shine
3. Happy Hour
4. Krisha
5. Evolution
6. Objetí hada
7. Chevalier
8. Malí muži
9. Písečná bouře
10. Píseň západu slunce

#### Nejlepší film roku 2017
1. Blade Runner 2049
2. Star Wars: Poslední z Jediů
3. Dunkerk
4. Nit z přízraků
5. Baby Driver
6. John Wick 2
7. Vetřelec: Covenant
8. Oklamaný
9. Wonder Woman
10. Ztracené město Z

### 2017

#### Nejlepší film
1. Uteč (713 bodů)
2. Lady Bird (679 bodů)
3. Dunkerk (549 bodů)
4. Nit z přízraků (368 bodů)
5. The Florida Project (348 bodů)
6. Tvář vody (324 bodů)
7. Dej mi tvé jméno (312 bodů)
8. Personal Shopper (296 bodů)
9. Tři billboardy kousek za Ebbingem (245 bodů)
10. Akta Pentagon: Skrytá válka (104 bodů)

#### Nejlepší nedistribuovaný film
1. Bodied (22,86%)
2. Přes kosti mrtvých (14,91%)
3. Wajib (11,43%)
4. Caniba (5,71%)
5. Paní Fang (5,71%)
6. Madame Hyde (5,71%)

#### Nejlepší režisér
1. Paul Thomas Anderson - Nit z přízraků (18,3%)
2. Luca Guadagnino - Dej mi tvé jméno (11,6%)
3. Greta Gerwig - Lady Bird (10%)
4. Sean Baker - The Florida Project (8,5%)
5. Jordan Peele - Uteč (6%)

#### Nejlepší ženský herecký výkon v hlavní roli
1. Saoirse Ronan - Lady Bird (20%)
2. Frances McDormandová - Tři billboardy kousek za Ebbingem (17%)
3. Cynthia Nixonová - A Quiet Passion (11,76%)
4. Sally Hawkins - Tvář vody (12,4%)
5. Kristen Stewart - Personal Shopper (9%)

#### Nejlepší mužský herecký výkon v hlavní roli
1. Timothée Chalamet - Dej mi tvé jméno (26,43%)
2. Daniel Day Lewis - Nit z přízraků (15%)
3. Robert Pattinson - Dobrý časy (12,86%)
4. James Franco - The Disaster Artist (11,4%)
5. Daniel Kaluuya - Uteč (10,71%)
6. Gary Oldman - Nejtemnější hodina (10,71%)

#### Nejlepší ženský herecký výkon ve vedlejší roli
1. Laurie Metcal - Lady Bird (35,1%)
2. Tiffany Haddish - Girls Trip (16,67%)
3. Alison Janney - Já, Tonya (13,4%)
4. Lesley Manville - Nit z přízraků (8%)
5. Holly Hunter - Pěkně blbě (3,62%)
6. Michelle Pfeifferová - Matka! (3,62%)

#### Nejlepší mužský herecký výkon ve vedlejší roli
1. Willem Dafoe - The Florida Project (35,21%)
2. Sam Rockwell - Tři billboardy kousek za Ebbingem (15,49%)
3. Armie Hammer - Dej mi tvé jméno (13,38%)
4. Michael Stuhlbarg - Dej mi tvé jméno (12,68%)
5. Jason Mitchell - Mudbound (5,63%)

#### Nejlepší dokument
1. Visages, villages (33,86%)
2. Dawson City: Frozen Time (15,75%)
3. Ex Libris: New York Public Library (8,66%)
4. Kedi (5,51%)
5. Jane (3,94%)
6. Rat Film (3,96%)
7. I Called Him Morgan (2,36%)

#### Nejlepší první filmy
1. Uteč (57,46%)
2. Columbus (10,45%)
3. Rat Film (7,46%)
4. Lady Mcbeth (5,97%)
5. Raw (4,48%)
6. Wind River (4,48%)

#### Nejlepší scénář
1. Uteč (28,36%)
2. Lady Bird (16,42%)
3. Nit z přízraků (14,18%)
4. Dej mi tvé jméno (12%)
5. Tři billboardy kousek za Ebbingem (7,46%)

#### Nejlepší cizojazyčný film
1. 120 BPM (14,84%)
2. Visages, villages (13,28%)
3. Čtverec (7,03%)
4. Raw (7,8%)
5. Thelma (6,25%)

#### Nejlepší kamera
1. Blade Runner 2049 (35,51%)
2. Dunkerk (15,49%)
3. Nit z přízraků (7,04%)
4. Dej mi tvé jméno (6,34%)
5. Tvář vody (6,34%)

#### Nejlepší animovaný film
1. Coco (32,61%)
2. The Breadwinner (23,91%)
3. S láskou Vincent (16,3%)
4. LEGO Batman film (11,96%)
5. Jak se mi potopila střední škola (8,7%)

## Nejlepší film roku 2018
1. Zama (14%)
2. The Rider (10%)
3. First Reformed (5%)
4. Sweet Country (2%)
5. Lean on Pete (3%)